# North Madison
North Madison – jednostka osadnicza w Stanach Zjednoczonych, w stanie Ohio, w hrabstwie Lake.